# Onenhste Corona
L'Onenhste Corona è una struttura geologica della superficie di Venere.